# A Holland Antillák az 1960. évi nyári olimpiai játékokon
A Holland Antillák az olaszországi Rómában megrendezett 1960. évi nyári olimpiai játékok egyik részt vevő nemzete volt. Az országot az olimpián 1 sportágban 5 sportoló képviselte, akik érmet nem szereztek.

## Súlyemelés
| Versenyző       | Versenyszám | Nyomás                   | Nyomás                   | Szakítás | Szakítás | Lökés                    | Lökés                    | Összesen | Helyezés |
| Versenyző       | Versenyszám | Eredmény                 | Helyezés                 | Eredmény | Helyezés | Eredmény                 | Helyezés                 | Összesen | Helyezés |
| --------------- | ----------- | ------------------------ | ------------------------ | -------- | -------- | ------------------------ | ------------------------ | -------- | -------- |
| Hector Curiel   | 56 kg       | 87,5                     | =13.                     | 92,5     | =8.      | 125,0                    | =8.                      | 305,0    | 11.      |
| Rudy Monk       | 67,5 kg     | érvényes kísérlet nélkül | érvényes kísérlet nélkül | kiesett  | kiesett  | kiesett                  | kiesett                  | kiesett  | kiesett  |
| Ramiro Fermin   | 90 kg       | 125,0                    | =12.                     | 125,0    | =7.      | 145,0                    | =16.                     | 395,0    | 13.      |
| José Flores     | 90 kg       | 135,0                    | =6.                      | 107,5    | 18.      | 150,0                    | 15.                      | 392,5    | 14.      |
| Eduardo Adriana | +90 kg      | 155,0                    | 4.                       | 122,5    | =14.     | érvényes kísérlet nélkül | érvényes kísérlet nélkül | kiesett  | kiesett  |